# Belle Case La Follette

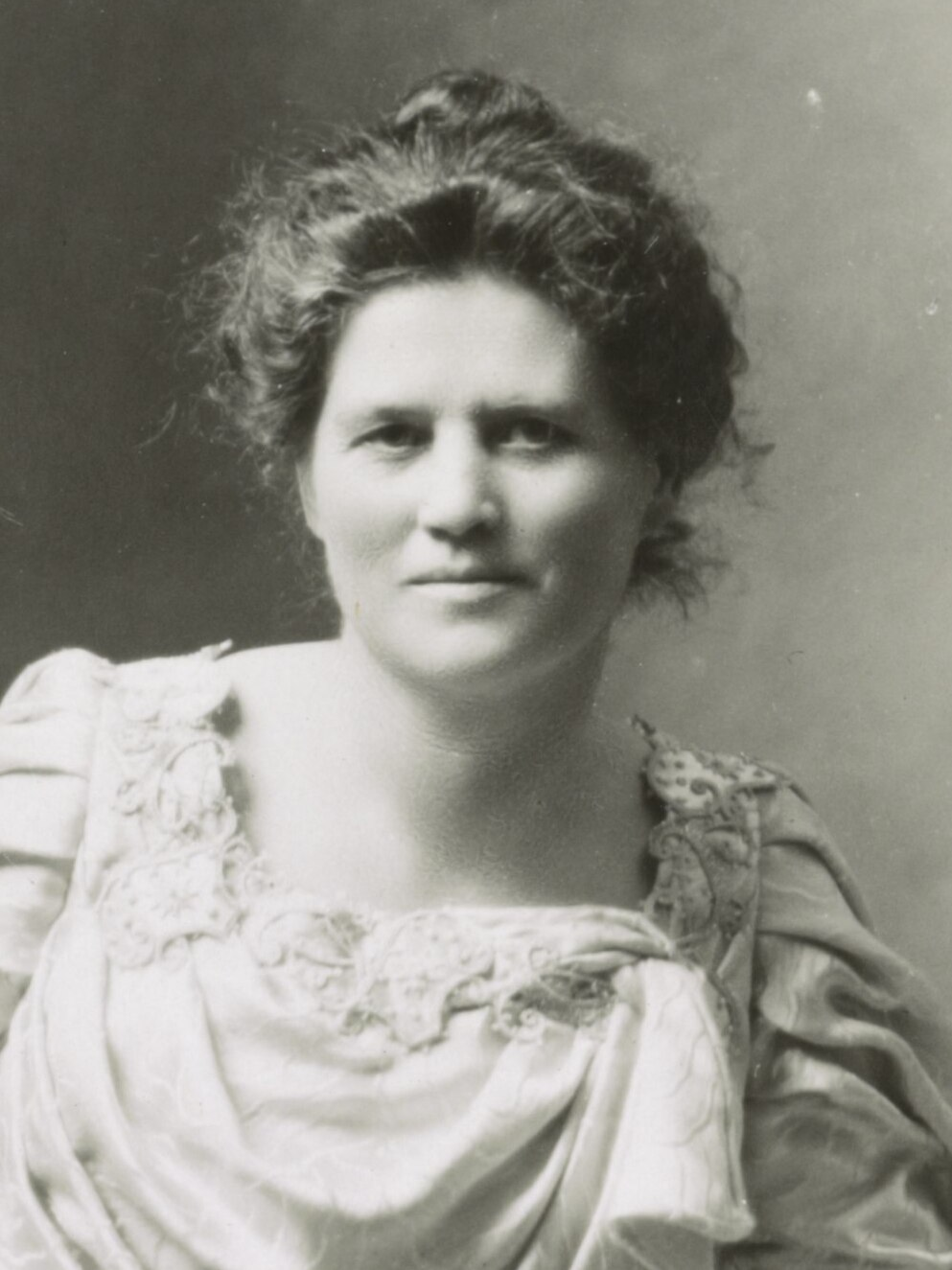
Belle Case La Follette (1905)

Belle Case La Follette (* 21. April 1859 in Summit, Juneau County, Wisconsin, als Belle Case; † 18. August 1931) war eine US-amerikanische Zeitungsherausgeberin, Suffragette und Juristin, die als Ehefrau und enge Beraterin des US-Politikers Robert M. La Follette senior eine gewichtige Rolle in der progressiven Bewegung ihrer Zeit einnahm.

## Leben
Belle Case wurde 1859 in Summit im Juneau County als Tochter eines Bauern-Ehepaars geboren, die mit ihrem Ersparten ihren einzige Tochter 1875 aufs College schickten. Dort bestach Belle durch schulisch gute Leistungen. Nach ihrem Abschluss 1879 arbeitete sie als Lehrerin; zwei Jahre später heiratete sie ihren ehemaligen Kommilitonen, den angehenden Juristen Robert M. La Follette. Ihr Ehemann wurde später zum District Attorney ernannt, wobei ihm Belle als law clerk assistierte. Daraus entwickelte sie ein eigenes Interesse an den Rechtswissenschaften, durch das sie sich an der University of Wisconsin Law School einschrieb und dort 1885 als erste Frau ihren Abschluss machte. Im gleichen Jahr wurde ihr Ehemann in das US-Repräsentantenhaus gewählt; in den nächsten sechs Jahren bis zu einer Wahlniederlage ihres Ehemannes arbeitete sie als seine Sekretärin. Nach der Rückkehr des Ehepaars nach Wisconsin tat sich Belle als Verfechterin eines gesunden Lebensstils hervor und war Präsidentin der Emily Bishop League, einer von Emily M. Bishop gegründeten Vereinigung, die solche Ideale propagierte. Von 1901 bis 1906, als ihr Ehemann Gouverneur von Wisconsin war, fungierte sie als First Lady des Bundesstaates.
1906 wurde ihr Ehemann in den Senat der Vereinigten Staaten gewählt und machte sich bald als progressiver Reformer einen Namen. Im Gegensatz zu vielen anderen Ehefrauen führender Politiker mischte sich Belle La Follette in den nächsten Jahren aktiv in die Amtsgeschäfte ihres Ehemannes ein und beriet ihn. Daher wird ihr ein großer Einfluss auf die Politik ihres Ehemannes nachgesagt. 1909 gründete das Ehepaar gemeinsam das Politikmagazin La Follette’s Weekly Magazine, das sie als Herausgeberin zwanzig Jahre später in The Progressive umbenannte. Ab 1909 verfasste sie für das Magazin regelmäßig Artikel und Kolumnen, in denen sie diverse politische Themen behandelte. Regelmäßig tat sie sich als Unterstützerin der Suffragettenbewegung hervor, nach dem Ersten Weltkrieg auch als Pazifistin. Nach dem Tod ihres Ehemannes 1925 wurde ihr angeboten, den nun vakanten Senatssitz zu übernehmen; damit wäre sie die erste Frau in der Geschichte des US-Senats gewesen. Belle lehnte jedoch ab und verwies darauf, dass sie nie eine eigene öffentliche Karriere avisiert habe. Der Senatssitz ging stattdessen an den gemeinsam Sohn Robert M. La Follette junior. Mit Philip ging ein weiterer Sohn des Ehepaars ebenfalls in die Politik und wurde Gouverneur von Wisconsin. Belle La Follette starb 72-jährig im August 1931. In einem Nachruf würdigte sie die New York Times als „Wisconsins Matriarchin“.